# Норт, Фрэнсис, 4-й граф Гилфорд
Фрэнсис Норт, 4-й граф Гилфорд (англ. Francis North, 4th Earl of Guilford; 25 декабря 1761 — 11 января 1817) — британский пэр, офицер и драматург. Он был известен как Достопочтенный Фрэнсис Норт с 1761 по 1802 год.

## Биография
Родился 25 декабря 1761 года. Второй сын Фредерика Норта, 2-го графа Гилфорда (1732—1792), который занимал пост премьер-министра Великобритании с 1770 по 1782 год, и его жены Энн Спик (1740—1797), дочери члена парламента Джорджа Спика и Энн Пир Уильямс. Он получил образование в Итонском колледже (Виндзор, графство Беркшир).
С июля 1777 года — прапорщик 58-го (Ратлендширский) пехотного полка . В январе 1778 года он стал корнетом 2-го драгунского полка, а в декабре 1778 года или мае 1779 года получил чин поручика 2-го гвардейского драгунского полка. В апреле 1780 года он стал капитаном 96-го пехотного полка.
В 1780—1782 годах капитан Норт был адъютантом Фредерика Говарда, 5-го графа Карлайла, лорда-лейтенанта Ирландии. В апреле 1781 года он перешёл в 49-й пехотный полк . В апреле 1783 года он получил чин майора 83-го пехотного полка, который, однако, был расформирован в следующем году. В сентябре 1794 года ему был присвоен чин подполковника. Лейтенант Дуврского замка в 1795 году и капитан Дилского замка в 1799 году.
Увлекался драматургией, и его драма «Кентский барон» была поставлена на Хеймаркете в 1791 году и имела успех.
20 апреля 1802 года после смерти своего старшего брата Джорджа Норта, 3-го графа Гилфорда (1757—1802), не оставившего после себя наследников мужского пола, Фрэнсис Норт унаследовал титулы 4-го графа Гилфорда и 6-го барона Гилфорда.
В мае 1803 года он был назначен заместителем лейтенанта графства Кент.
19 июля 1810 года Фрэнсис Норт женился на Мэри Бойкотт, дочери Томаса Бойкотта, но не имел от нее детей.
11 января 1817 года 55-летний лорд Гилфорд скончался, ему наследовал его младший брат Фредерик Норт, 5-й граф Гилфорд (1766—1827).